# Les Mains d'or
Pour les articles homonymes, voir On the Road Again.
Les Mains d'or est une chanson de Bernard Lavilliers. Elle apparait sur l'album Arrêt sur image sorti en 2001 chez Barclay.

## Genèse
Cette chanson se présente comme un hommage au travail des ouvriers de la sidérurgie, comme l'indique le refrain qui évoque « l'acier rouge et les mains d'or ». Son interprète Bernard Lavilliers en a signé les paroles, la musique étant de Pascal Arroyo. 
Elle se situe dans un contexte historique particulier; en 2001, la sidérurgie française est en crise depuis plusieurs années et de nombreux sites ont déjà fermé.
En 2011, Bernard Lavilliers afin de soutenir les « métallos » de l’usine Arcelor Mittal à Florange leur dédie cette chanson qu'il interprète avec une chorale.

## Sortie et accueil
Ce disque est sorti en 2001 en France, sous le label Universal Music, puis Barclay sous le n° 9659.